# Noble megye (Ohio)
Noble megye az Amerikai Egyesült Államokban, azon belül Ohio államban található. Megyeszékhelye és legnagyobb városa Caldwell. Lakosainak száma 14 115 fő (2020. április 1.). Noble megye Guernsey, Washington, Belmont, Monroe, Morgan és Muskingum megyékkel határos.

## Népesség
A megye népességének változása:
| Lakosok száma | 14 633 | 14 685 | 14 601 | 14 628 | 14 326 | 14 115 |
|               | 2010   | 2011   | 2012   | 2013   | 2015   | 2020   |